# 黃山侍衛室
黃山侍衛室位於重慶市南岸區黃山，文物遺址年代為1938--1945年。2013年3月5日列為第七批全國重點文物保護單位。侍衛室是蔣介石警衛人員的駐地，為一棟兩坡頂單層建築。